# HT-110ロケット
HT-110ロケットは東京大学航空研究所ロケット研究総合部と改組後の同宇宙航空研究所（現宇宙航空研究開発機構宇宙科学研究本部）が開発し、三菱重工が製造した単段式の特殊小型ロケット。

## 概要
観測ロケットにおける基礎技術の研究を目的に開発された。開発計画は航空研究所時代のARIS計画と宇宙航空研究所時代のSSR計画の2つに大きく分けられる。1965年から1966年にかけて3機が打ち上げられた。

## 背景
東京大学航空研究所内ではロケットに深い関心がもたれており、それに関する基礎研究が進められていた。1960年頃、構造部門では全長/直径比20以上という寸法をもつ軽量構造ロケットの設計研究がそれに伴う実験と平行して進んでおり、推進燃料部門では純国産原料によるポリウレタンの合成ならびにその構造と物性の関係、さらには低燃焼速度かつ高比推力なポリウレタン系コンポジット推薬の研究及び試製が進められていた。これらの研究成果を合わせ、特定な用途を持たない小型ロケットとして開発し、その飛翔結果を基礎研究に反映させたいという動きがあり、下記の計画が立案された。

## ARIS計画
1962年に始まった計画がARIS計画である。ARISは航空研究所及び固体燃料ロケット(Aeronautical Research Institute and Solid fuel rocket)を意味している。実機の1/4サイズからフルサイズまでの長さにおいて地上燃焼試験を行っていった。当初の1/2サイズまでの試験では厚肉モータでは成功率が高かった。しかしフルサイズでは全燃焼試験に失敗し、7/8サイズでも成功率が上がらず、3/4サイズにおいて高い成功率を示したのでこのサイズにおいて実機用の薄肉モータを用いた問題の洗い出しが行われた。燃焼内圧の異常昇圧による失敗であることが判明し、推薬の品質管理を徹底することで対応した。性能においても当初目標を満たしてはいなかった為に実機の製作は見送られている。

## SSR計画
航空研究所の宇宙航空研究所への改組に伴ってARIS計画を引き継いだのがSSR計画(Single Step Rocket 計画)である。既存の推薬の物性, 燃焼安定性の改良とそれを用いた燃焼試験を行うこと、また、燃焼試験の結果が良好である場合に実機による飛翔試験を行うことを目的とする計画であった。同時に性能向上の為のノズルの仕様変更や空気力学特性の研究も平行して行われた。この空気力学特性の研究にあたっては航空宇宙技術研究所(NAL)との協力も行われている。燃焼の安定化は燃焼面の改善によって対応し、実機の飛翔試験が1965年8月22日に行われた。その後1966年1月22日に尾翼前縁部の改良によって空気抵抗を低減した2機の改良型の飛翔試験が行われた。SSR計画によってもたらされた知見は、後のロケット開発において大いに活かされている。

## 技術的特徴
質量比の最適化を図るために 3 × 0.1 m と細長いアルミ合金製のモータケースを採用していることや、ポリウレタン系コンポジット推薬を用いて内面燃焼を行うこと等が特徴である。

## 仕様と飛翔記録
| 通番  |      | 全長    | 直径  | 全重量  | 搭載重量 |          | 飛翔日時(JST) | 飛翔日時(JST) | 到達高度 | 実験内容                                                                |
| ----- | ---- | ------- | ----- | ------- | -------- | -------- | ------------- | ------------- | -------- | ----------------------------------------------------------------------- |
| 1号機 | 仕様 | 3,050mm | 110mm | 39.18kg | 1.8kg    | 飛翔記録 | 1965年8月22日 | 09:00         | 19.0km   | 飛翔性能試験                                                            |
| 2号機 | 仕様 | 3,313mm | 110mm | 42.72kg | 4.5kg    | 飛翔記録 | 1966年1月22日 | 09:00         | 20.4km   | 強化プラスチック製ノーズコーン試験 軸加速度及び温度の測定, 飛翔性能試験 |
| 3号機 | 仕様 | 3,052mm | 110mm | 39.30kg | 1.8kg    | 飛翔記録 | 1966年1月22日 | 11:10         | 25.4km   | 飛翔性能試験                                                            |

## 関連事項
- 宇宙航空研究開発機構
- 宇宙科学研究所
- 東京大学